# Florian Staniewski
Florian Waldemar Staniewski (ur. 25 grudnia 1945 w Łodzi, zm. 10 marca 2019 w Gdańsku) – polski aktor teatralny i filmowy, pedagog. Przez całe zawodowe życie był związany z Teatrem Wybrzeże w Gdańsku.

## Życiorys
Absolwent Wydziału Aktorskiego Państwowej Wyższej Szkoły Teatralnej i Filmowej w Łodzi (1968, dyplom w 1974). Jeszcze przed ukończeniem studiów aktorskich, w 1965 debiutował na deskach łódzkiego Teatru im. Stefana Jaracza. Był członkiem zespołów Teatru Polskiego w Szczecinie (1968–1969) oraz Teatru Wybrzeże (1969–2011), w którym grywał także po przejściu na emeryturę. Wystąpił w dwudziestu spektaklach Teatru Telewizji (1969–1997) oraz jedenastu słuchowiskach Teatru Polskiego Radia (1969–2015). Wielokrotnie współpracował z reżyserami Krzysztofem Babickim i Adamem Orzechowskim. Na ekranie zadebiutował w 1977.
Oprócz występów w teatrze, brał udział w licznych widowiskach plenerowych, odtwarzając m.in. rolę Józefa Piłsudskiego podczas gdańskiej Parady Niepodległości, a także postać Jana Heweliusza.
Prowadził również zajęcia dydaktyczne z młodymi aktorami oraz teatrami młodzieżowymi, m.in. w Pałacu Młodzieży w Gdańsku.
Był członkiem Zarządu Oddziału Gdańskiego ZASP, Oddziałowego Sądu Koleżeńskiego, przewodniczącym Zarządu Koła ZASP w Teatrze Wybrzeże.
Zmarł w Gdańsku, pochowany na cmentarzu Łostowickim (kwatera 69-44-7A).

## Filmografia
- Królowa pszczół (1977) – Walczak
- Kapitan z „Oriona” (1977)
- Zerwane cumy (1979)
- Pan na Żuławach (1984) – odc. 2–3, 6
- O dwóch takich, co nic nie ukradli (1999) – skaut
- Piotrek zgubił dziadka oko, a Jasiek chce dożyć spokojnej starości (2000) – pijak, odc. 2–3
- Lokatorzy (2002–2003) – dwie role: pan Wyszyński (odc. 96), kelner w restauracji (odc. 157)
- Strajk (2006) – dyrektor stoczni
- Sąsiedzi (2006) – detektyw, odc. 95
- Odwróceni (2007) – sędzia, odc. 13
- Układ warszawski (2011) – cieć w warsztacie Pytla, odc. 8
- Plebania (2011) – Leon, odc. 1693–1694, 1697
- Johannes Hevelius dantiscanus (2012) – Jan Heweliusz w podeszłym wieku
- Lekarze nocą (2014) – pacjent, odc. 8
- Tajemnice De Revolutionibus (2017) – Mikołaj Kopernik

## Odznaczenia
- Złoty Krzyż Zasługi (17 października 2018)[4]
- Brązowy Krzyż Zasługi (1986)
- Srebrny Medal „Zasłużony Kulturze Gloria Artis” (17 listopada 2016)[5]
- Odznaka „Zasłużony Działacz Kultury” (1986)

## Nagrody
- Nagroda Prezydenta Miasta Gdańska w Dziedzinie Kultury z okazji jubileuszu 40-lecia pracy artystycznej (2008)[6]
- Nagroda Specjalna Marszałka Województwa Pomorskiego (2009)[2]
- Pomorska Nagroda Artystyczna „Gryf Pomorski” za rolę Pluszkina w Martwych duszach N. Gogola oraz za popularyzowanie sztuki scenicznej (2015)[2]
- Nagroda Prezydenta Miasta Gdańska w Dziedzinie Kultury z okazji jubileuszu 50-lecia debiutu scenicznego i 70. urodzin, za zapadające w pamięci kreacje aktorskie oraz za popularyzowanie sztuki scenicznej (2015)[6]